# Suicide Silence
Suicide Silence (на бълг. Самоубийствено мълчание) е американска деткор група от Ривърсайд, щата Калифорния, САЩ.
Тя е създадена през 2002 г. и към днешна дата има издадени 5 албума, 2 EP и 18 сингъла, както и множество клипове.

## История

### Формиране, дебютно ЕР и „The Cleansing“(2002 – 2008)
Suicide Silence е създадена през 2002 г. По това време е страничен проект на музиканти от други групи. Първото им представяне е на локално ниво в Ривърсайд. Съставът на групата е Крис Гарза и Рик Еш – китари, Майк Бодкинс – бас, Джош Годард – барабани, и двама вокалиста Мич Лъкър и Танър Уомък. Малко след това, Уомък е уволнен, а групата издава първо демо през същата година. Второ демо излиза през 2004 г. Членовете взимат насериозно групата и тя вече не е страничен проект. През 2005 г. излиза първото ЕР – Suicide Silence (EP), чрез Third Degree Records, като по-късно е преиздадено във Великобритания. Барабанистът Джош Годард напуска групата през 2006 г. и е заменен от Алекс Лопес, който преди това е бил китарист в Blacheart Eulogy и The Funeral Pyre.
Две години по късно групата подписва с лейбъла Century Media и издава дебютния си албум „The Cleansing“. Той дебютира на 94-то място в Билборд 200 с продадени 7250 копия през първата седмица. Албумът се превръща в най-продавания дебютен на Century Media. След този успех, групата е включена в „Mayhem Festival“, който се провежда през лятото на 2008 г. След това групата е на турне в Европа с Parkway Drive и Bury Your Dead, след като преди това има успешно американско турне. Suicide Silence започва да печели все повече фенове по света.

### „No Time to Bleed“(2008 – 2010)
След Mayhem Festival от 2008 г., в профила на групата в MySpace се появява съобщение: „Suicide Silence (записва нов албум)“. На 26 юни 2008 г. Мич Лъкър заявява в Headbangers Ball блог подкаст, че вторият им албум „ще издуха The Cleansing“. Неговото заглавие е „No Time to Bleed“. Записите започват през февруари, а песните „No Time to Bleed“, „Your Creations“, „Lifted“ и „Wake Up“ биват изпълнявани месеци преди излизането му. През април групата печели Revolver Golden God награда за „най-иновативна група“. През 2009 г. групата участва на „Pedal to the Metal“, заедно с Mudvayne, Static-X, Bury Your Dead, Dope и Black Label Society. During the same year, the group was awarded the Golden God award for „Best New Talent“.
„No Time to Bleed“ излиза на 30 юни 2009 г. и заема 32-ро място в Билборд 200, с 14 000 продадени копия. През юни 2010 г. излиза видео за сингъла „Disengage“.

### „The Black Crown“ и смъртта на Мич Лъкър(2011 – 2012)
През 2011 г. групата се подготвя за трети албум в Биг Беър Лейк заедно с продуцента Стиви Евътс. През март групата участва на „Metalfest“, и седмица по-късно на „Nevada's Extreme Thing“ фестивалите. Заглавието на новия албум е „The Black Crown“. Други работни имена за него са били „Cancerous Skies“, „Human Violence“ и „Fuck Everything“. Песента „Human Violence“ излиза на 13 май 2011 г. по радио Liquid Metal. „The Black Crown“ излиза на 12 юли 2011 г. Групата е включена на четвъртия по ред „Mayhem Festival“ на екстремната сцена заедно с Machine Head, Trivium и All Shall Perish през юли и август 2011 г.
През нощта на 31 октомври 2012 г. Мич Лъкър претърпява инцидент, карайки мотоциклета си. На 1 ноември в 6:17 ч. сутринта, по калифорнийско време, той умира в болницата от тежките си наранявания. На 21 декември 2012 г. се състои прощален концерт под името „Ending is the Beginning: Mitch Lucker Memorial Show“. На концерта са изпълнени песни от всички творби на Suicide Silence, като всяка една е изпълнена от гост-вокалист.

### Нов вокалист и „You Can't Stop Me“(2013 – 2015)
След близо година без никаква дейност, на 2 октомври 2013 г. е потвърено, че Suicide Silence ще продължи с нов вокалист. Той е Ернан Ермида от All Shall Perish. Групата заснема видео с него за песента „You Only Live Once“. На 23 октомври групата заявява, че пише нов материал, а албумът трябва да е готов до лятото на 2014 г. В него са включени някои от последните написани текстове на Мич Лъкър.
На 23 април 2014 г. става ясно името на албума – „You Can't Stop Me“, което е взето от песен, написана от Мич. Албума излиза на 14 юли във Великобритания и на 15-и в САЩ.

### „Sacred Words“ и едноименен албум(2015 г.)
На 6 октомври 2015 г. групата съобщава в своята Facebook страница, че на 23 октомври ще издаде EP албум с името „Sacred Words“. Той включва заглавната песен със същото име както и неиздаван материал, включително 3 концертни песни от унгарския фестивал „RockPart 2015“. Групата твърди още, че в началото на 2016 г. започва работа по нов албум.
На 27 декември 2016 г. става ясно, че той ще се казва „Suicide Silence“. Както и датата на издаване – 24 февруари 2017 г. от Nuclear Blast. Първи сингъл от него е „Doris“, който е пуснат на 6 януари 2017 г. Албумът е необичаен за групата, тъй като деткора е заменен от ню метъл звучене, сериозно повлияно от Korn и Deftones. Той е много критикуван от феновете и се реализира лошо. За първата му седмица са продадени само 4650 бройки, което е с 69% по-малко от предишния албум „You Can't Stop Me“.

## Състав
| Настоящи членове - Крис Гарза – китара (2002– ) - Марк Хейлмун – китара (2005– ) - Алекс Лопес – барабани (2006– ) - Дан Кени – бас (2008– ) - Ернан Ермида – вокали (2013– ) |  | Предишни членове - Танър Уомък – вокали (2002) - Рик Еш – китара (2002 – 2005) - Джош Годард – барабани (2002 – 2006) - Майк Бодкинс – бас (2002 – 2008) - Мич Лъкър – вокали (2002 – 2012) |

## Дискография
| - „The Cleansing“ (2007) - „No Time to Bleed“ (2009) - „The Black Crown“ (2011) - „You Can't Stop Me“ (2014) - „Suicide Silence“ (2017) - „Suicide Silence (EP)“ (2005) - „Sacred Words“ (2015) - „The Price of Beauty“ (2007) - „No Pity for a Coward“ (2007) - „Bludgeoned to Death“ (2008) - „Unanswered“ (2008) - „Green Monster“ (2008) - „Wake Up“ (2009) - „Disengage“ (2010) - „No Time to Bleed“ (2011) - „Human Violence“ (2011) - „You Only Live Once“ (2011) - „Slaves to Substance“ (2011) - „Fuck Everything“ (2011) - „Cease to Exist“ (2014) - „Don't Die“ (2014) - „Monster Within“ (2014) - „Inherit The Crown“ (2014) - „Doris“ (2017) - „Dying in A Red Room“ (2017) | - „Suicide Silence/Downtown Massacre“ (2006) - „Demo“ (2003) - „Demo“ (2004) - „Demo“ (2006) - „Ending Is the Beginning: The Mitch Lucker Memorial Show“ (2014) |